# 吕惠嫱
吕惠嫱（1978年—），甘肃静宁人，汉族，中华人民共和国政治人物、第十二届全国人民代表大会甘肃地区代表。
毕业于西安科技大学机电一体化专业。現為甘肃省靖远煤电股份有限公司红会第四煤矿选运队的助理工程师，加入中国共产党。2013年，担任全国人大代表。